# غاري وليامز (لاعب كرة قدم مواليد 1960)
غاري وليامز (بالإنجليزية: Gary Williams)‏ هو لاعب كرة قدم بريطاني في مركز ظهير ‏، ولد في 17 يونيو 1960 في ولفرهامبتن في المملكة المتحدة. لعب مع أستون فيلا وبرادفورد سيتي وليدز يونايتد ونادي واتفورد ونادي والسول.

## وصلات خارجية
- غاري وليامز على موقع الاتحاد الأوربي (الإنجليزية)
- غاري وليامز على موقع قاعدة بيانات كرة القدم.إي يو (الإنجليزية)
- غاري وليامز على موقع Soccerbase.com (لاعب) (الإنجليزية)
- غاري وليامز على موقع عالم كرة القدم.نت (الإنجليزية)